# Pseudogarypus spelaeus
Espèce
Pseudogarypus spelaeus est une espèce de pseudoscorpions de la famille des Pseudogarypidae.

## Distribution
Cette espèce est endémique de Californie aux États-Unis. Elle se rencontre dans le comté de Shasta dans la grotte Samwell Cave.

## Description
Le mâle holotype mesure 3,20 mm et la femelle paratype 3,36 mm.

## Publication originale
- Benedict & Malcolm, 1978 : The family Pseudogarypidae (Pseudoscorpionida) in North America with comments on the genus Neopseudogarypus Morris from Tasmania. Journal of Arachnology, vol. 6, no 2, p. 81-104 (texte intégral).